# Scott Pilgrim hebt ab
Scott Pilgrim hebt ab ist eine 2023 erschienene US-amerikanische Zeichentrickserie im Anime-Stil, die auf den gleichnamigen Graphic Novels von Bryan Lee O’Malley basiert. Sie ist am 17. November 2023 auf Netflix erschienen. 
Sie behandelt zunächst den Kampf des jungen Scott Pilgrim gegen den ersten der sieben Ex-Liebhaber seiner neuen Freundin Ramona Flowers. Die Handlung der Serie weicht jedoch kurz nach Beginn deutlich von der Vorlage ab und ist auch (abgesehen von der ersten Viertelstunde) keine Neuverfilmung des Realfilms von 2010, sondern eine Alternativweltgeschichte zum Original. 
Die meisten Schauspieler des Films haben ihre Sprechrollen wieder übernommen, was auch für die deutsche Synchronisation gilt.

## Inhalt
Scott Pilgrim verliebt sich in Ramona Flowers, eine mysteriöse Lieferfrau, und erregt so die Aufmerksamkeit von Ramonas sieben bösen Ex-Freunden. Die Dinge nehmen jedoch eine unerwartete Wendung, als Scott tatsächlich seinen Kampf gegen Ramonas erste böse Ex verliert und scheinbar getötet wird. Als sich dadurch das Leben aller, auch das von Ramonas bösen Ex-Freunden, drastisch verändert, erfährt Ramona, dass Scott möglicherweise noch am Leben ist und beschließt, sein Verschwinden zu untersuchen.

## Produktion und Veröffentlichung
Regie führte Abel Góngora und das Drehbuch schrieben Bryan Lee O’Malley und Ben David Grabinski. Der Produzent war Eunyoung Choi. Die Musik für die Serie stammt von Joseph Trapanese und Anamanaguchi, die bereits die Musik für die Videospiel-Adaption Scott Pilgrim vs. The World: The Game lieferten. Der Titelsong Bloom ist von Necry Talkie.
August 2023 gab Netflix bekannt, dass die Serie am 17. November 2023 erscheint und aus acht Episoden bestehen wird.

## Synchronisation
Die deutsche Synchronisation entstand bei der Iyuno Media Group in Berlin, unter der Dialogregie und nach einem Dialogbuch von Tom Sielemann.
| Rolle                   | Originalsprecher        | Deutsche Sprecher         |
| ----------------------- | ----------------------- | ------------------------- |
| Scott W. Pilgrim        | Michael Cera            | Nicolás Artajo            |
| Ramona Victoria Flowers | Mary Elizabeth Winstead | Maria Koschny             |
| Wallace Wells           | Kieran Culkin           | Constantin von Jascheroff |
| Kim Pine                | Alison Pill             | Yvonne Greitzke           |
| Stephen Stills          | Mark Webber             | Julien Haggège            |
| „Young“ Neil Nordegraf  | Johnny Simmons          | David Turba               |
| Stacey Pilgrim          | Anna Kendrick           | Anne Helm                 |
| Knives Chau             | Ellen Wong              | Jill Schulz               |
| Matthew Patel           | Satya Bhabha            | Tobias Müller             |
| Lucas Lee               | Chris Evans             | Dennis Schmidt-Foß        |
| Todd Ingram             | Brandon Routh           | Kim Hasper                |
| Roxy Richter            | Mae Whitman             | Anja Stadlober            |
| Gideon Gordon Graves    | Jason Schwartzman       | Norman Matt               |
| Natalie „Envy“ Adams    | Brie Larson             | Sonja Spuhl               |
| Kyle Katayanagi         | Julian Cihi             | Lasse Dreyer              |
| Ken Katayanagi          | Julian Cihi             | Amadeus Strobl            |
| Julie Powers            | Aubrey Plaza            | Manja Doering             |

## Episodenliste
Die komplette Staffel wurde am 17. November 2023 auf Netflix sowohl im Original als auch auf Deutsch erstveröffentlicht.
| Nr. (ges.) | Nr. (St.) | Deutscher Titel                       | Originaltitel                        | Regie                              | Drehbuch                               |
| ---------- | --------- | ------------------------------------- | ------------------------------------ | ---------------------------------- | -------------------------------------- |
| 1          | 1         | Scott Pilgrim: Das Leben rockt!       | Scott Pilgrim's Precious Little Life | Abel Góngora                       | Bryan Lee O’Malley, BenDavid Grabinski |
| 2          | 2         | Eine Liga für sich                    | A League of Their Own                | Tomohisa Shimoyama                 | Bryan Lee O’Malley, BenDavid Grabinski |
| 3          | 3         | Ramona leiht sich einen Film aus      | Ramona Rents a Video                 | Moko-chan                          | Bryan Lee O’Malley, BenDavid Grabinski |
| 4          | 4         | Lucas Lee in Toronto                  | Whatever                             | Akitoshi Yokoyama                  | Bryan Lee O’Malley, BenDavid Grabinski |
| 5          | 5         | Licht, Kamera, Funken?!               | Lights. Camera. Sparks?!             | Rushio Moriyama                    | Bryan Lee O’Malley, BenDavid Grabinski |
| 6          | 6         | Wer war es?                           | WHODIDIT                             | Takakazu Nagatomo                  | Bryan Lee O’Malley, BenDavid Grabinski |
| 7          | 7         | Das doppelte Scottchen                | 2 Scott 2 Pilgrim                    | Kenji Maeba                        | Bryan Lee O’Malley, BenDavid Grabinski |
| 8          | 8         | Der Rest der Welt gegen Scott Pilgrim | The World Vs Scott Pilgrim           | Takuya Fujikura, Takakazu Nagatomo | Bryan Lee O’Malley, BenDavid Grabinski |